# Ambrose Nathaniel Henry
 Ambrose Nathaniel Henry ( n. 1936 ) es un botánico explorador inglés . Trabajó extensamente con la flora de India.

## Algunas publicaciones
- Santapau, H; AN Henry. 1973. A dictionary of the flowering plants in India. viii + 198 pp. ISBN 81-7236-190-4

## Honores

### Epónimos
En su honor se nombró un género de la familia Orchidaceae:
- Aenhenrya Gopalan 1994 -- J. Bombay Nat. Hist. Soc. 90(2): 270 (1993 publ. 1994

- La abreviatura «A.N.Henry» se emplea para indicar a Ambrose Nathaniel Henry como autoridad en la descripción y clasificación científica de los vegetales.[1]